# 五方佛
五方佛，又稱五方如來、五智如來，源自密宗金剛界思想，東南西北中五方，各有一佛主持。分別是中央的毗盧遮那佛（俗稱「大日如來」）、東方阿閦佛（即不動佛）、西方阿彌陀佛、南方寶生佛、北方不空成就佛。

## 概述
五方佛各有不同的方位、顏色、手印、坐騎等，代表了五種智慧、降服五毒的功德，可以廣救餓鬼等一切眾生。
| 名號       | 方位 | 化身       | 五智       | 坐骑   | 汉传代表色 | 藏传代表色 |
| ---------- | ---- | ---------- | ---------- | ------ | ---------- | ---------- |
| 毗盧遮那佛 | 中央 | 廣博身如來 | 法界體性智 | 狮     | 黄色       | 白色       |
| 阿閦佛     | 東方 | 妙色身如來 | 大圓鏡智   | 象     | 青色       | 蓝色       |
| 阿彌陀佛   | 西方 | 甘露王如來 | 妙觀察智   | 孔雀   | 白色       | 红色       |
| 寶生佛     | 南方 | 寶勝如來   | 平等性智   | 马     | 赤色       | 黄色       |
| 不空成就佛 | 北方 | 離怖畏如來 | 成所作智   | 迦楼罗 | 黑色       | 绿色       |

## 图库

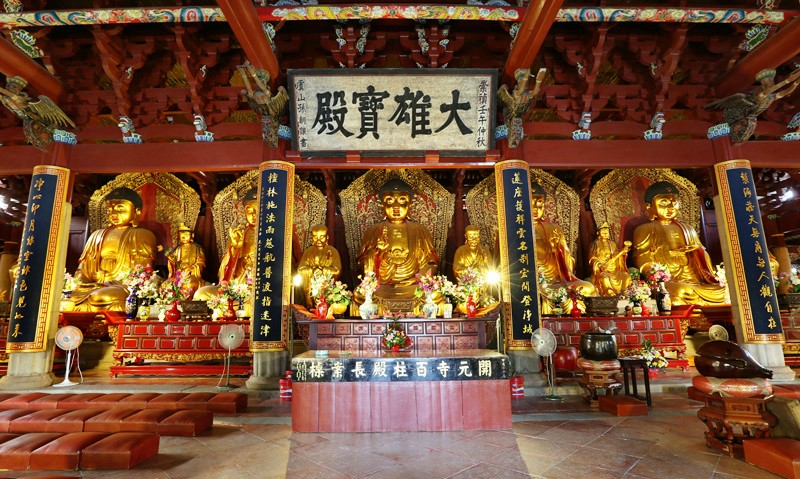
五方佛 - 開元寺, 泉州, 福建省, 中国
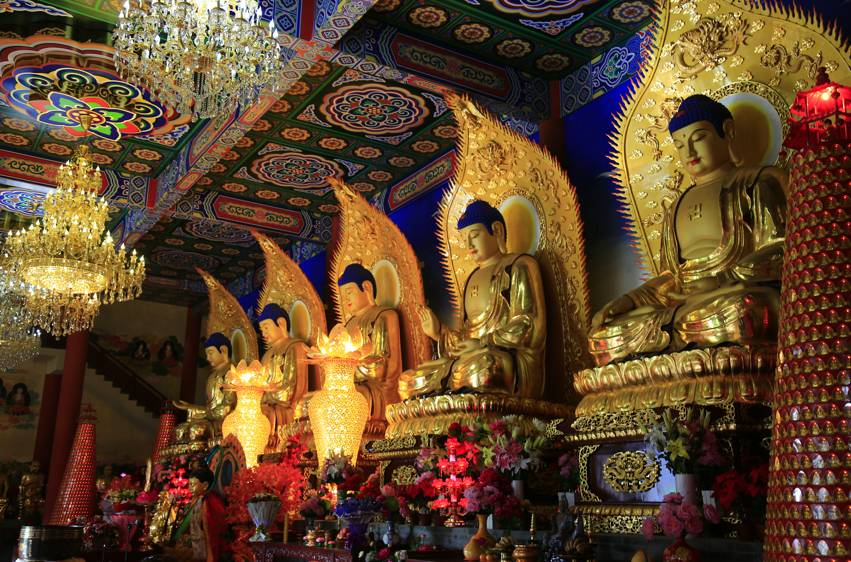
五方佛 - 碧霞寺, 五台山, 山西省, 中国
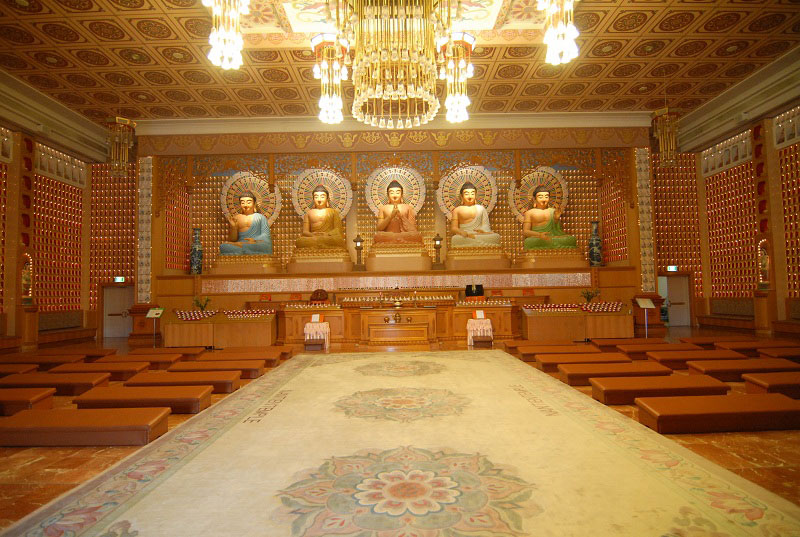
五方佛 -佛光山南天寺, 悉尼, 澳大利亚
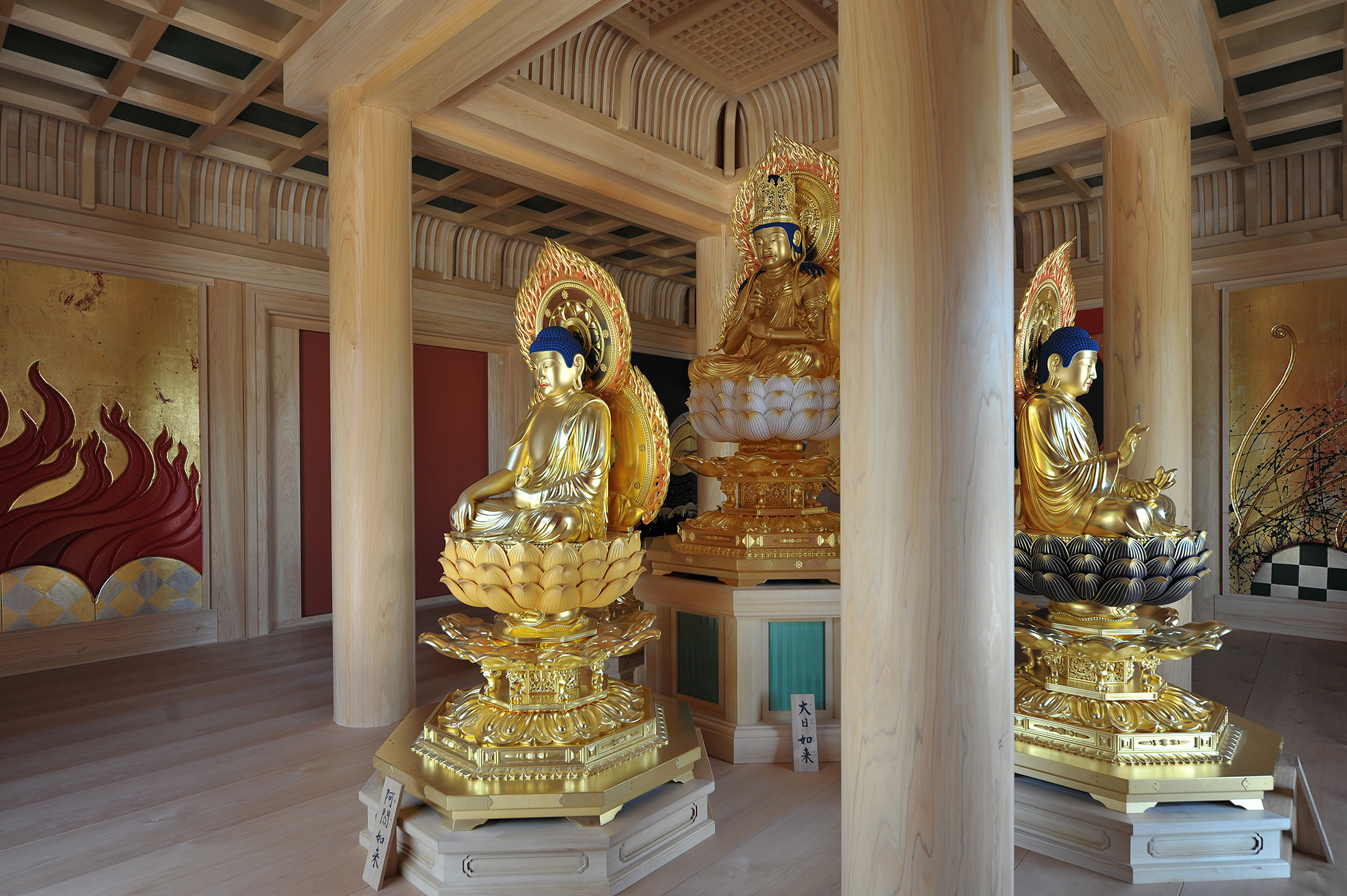
五方佛 -蓮華院誕生寺
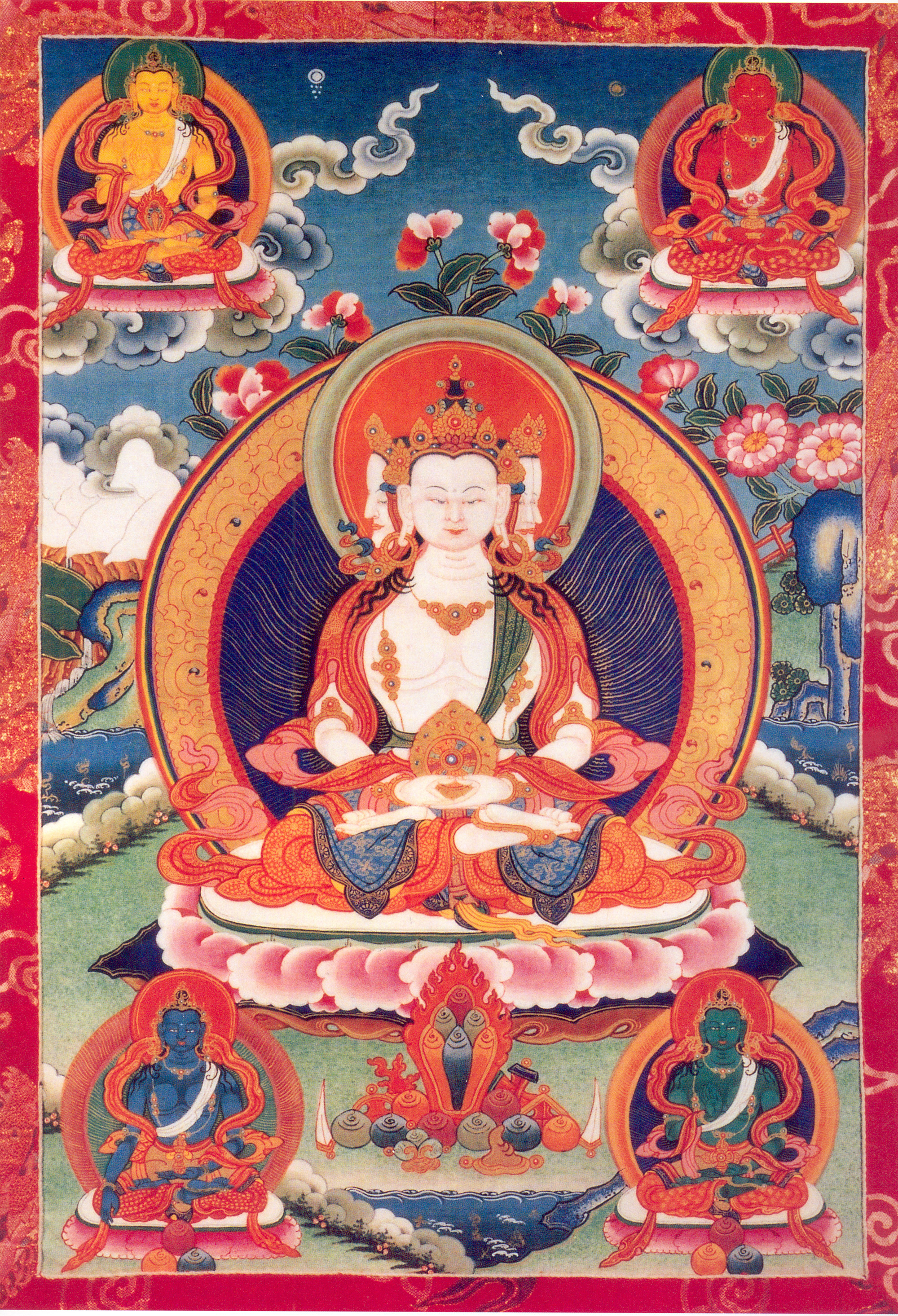
五方佛唐卡

## 參看
- 十方佛
- 八十八佛
- 五智